# 황선혜
황선혜(黃善蕙, 1954년 7월 26일 ~ )는 대한민국의 영문학자이자 교수이다. 제18대 숙명여자대학교 총장을 지냈다. 본관은 우주.

## 출신 학교
- 성신여자고등학교
- 숙명여자대학교 영문학 학사
- 미국 시펀스버그 대학교 대학원 영문학 석사
- 미국 펜실베이니아 대학교 대학원 교육언어학 박사

## 주요 경력
- 1985년 9월 ~ 1989년 12월 :  미국 펜실베이니아 대학교 동양학과 한국어담당 전임강사
- 1990년 5월 ~ 1990년 10월 :  외무부 외교안보연구원 영어강사
- 1991년 3월 ~ 현재 : 숙명여자대학교 영어문학부 교수
- 2001년 3월 ~ 2005년 8월 : 숙명여자대학교 학생처 처장
- 2006년 12월 ~ 2008년 12월 : 한국응용언어학회 회장
- 2008년 9월 : 숙명여자대학교 교육대학원 원장
- ~ 2010년 8월 : 숙명여자대학교 테솔대학원 원장
- 2010년 9월 ~ 2011년 2월 : 숙명여자대학교 문과대학 학장
- 한국 영어학회, 한국응용언어학회 이사
- 한국 언어학회 감사
- 2012년 9월 ~ 2016년 8월 : 숙명여자대학교 총장(제18대)
- 2014년 9월 ~ 2018년 : 대한민국 국립발레단 이사장
- 2014년 12월 : 제2기 국가과학기술자문회의 창조경제분과 위원
- 2018년 5월 ~ 2018년 6월 : 자유한국당 6·13 지방선거 일자리! 설자리! 살자리! 중앙선거대책위원회 공동위원장(여성분야)
- 숙명여자대학교 총동문회 고문

## 저서
- 《글로벌 영어, 미래는 있는가》(황선혜, 이숙희, 이형진 공역, 경문사, 2006년)